# Natriumjodaat
Natriumjodaat (NaIO3) is een natriumzout van jodaat. De stof komt voor als witte, orthorombische kristallen, die vrij goed oplosbaar zijn in water. Natriumjodaat komt van nature uit voor in sommige mineralen.

## Synthese
Natriumjodaat wordt bereid door een reactie van een natriumbase (zoals natriumhydroxide) en waterstofjodaat:
{\displaystyle \mathrm {HIO_{3}\ +\ NaOH\longrightarrow \ NaIO_{3}\ +\ H_{2}O} }
Het kan ook worden bereid door een reactie van di-jood en een hete, geconcentreerde natriumhydroxide-oplossing:
{\displaystyle \mathrm {3\ I_{2}\ +\ 6\ NaOH\ \longrightarrow \ NaIO_{3}\ +\ 5\ NaI\ +\ 3\ H_{2}O} }

## Toxicologie en veiligheid
Natriumjodaat is een oxidator en kan daarom brand of ontploffing veroorzaken wanneer het in conctact komt met reducerende stoffen. De stof reageert ook met aluminium, organische verbindingen, koolstof, waterstofperoxide en sulfiden.